# Tvåfärgsticka
Tvåfärgsticka (Gloeoporus dichrous) är en svampart som först beskrevs av Elias Fries, och fick sitt nu gällande namn av Giacopo Bresàdola 1913. Tvåfärgsticka ingår i släktet Gloeoporus och familjen Meruliaceae.  Arten är reproducerande i Sverige. Inga underarter finns listade i Catalogue of Life.

## Bildgalleri

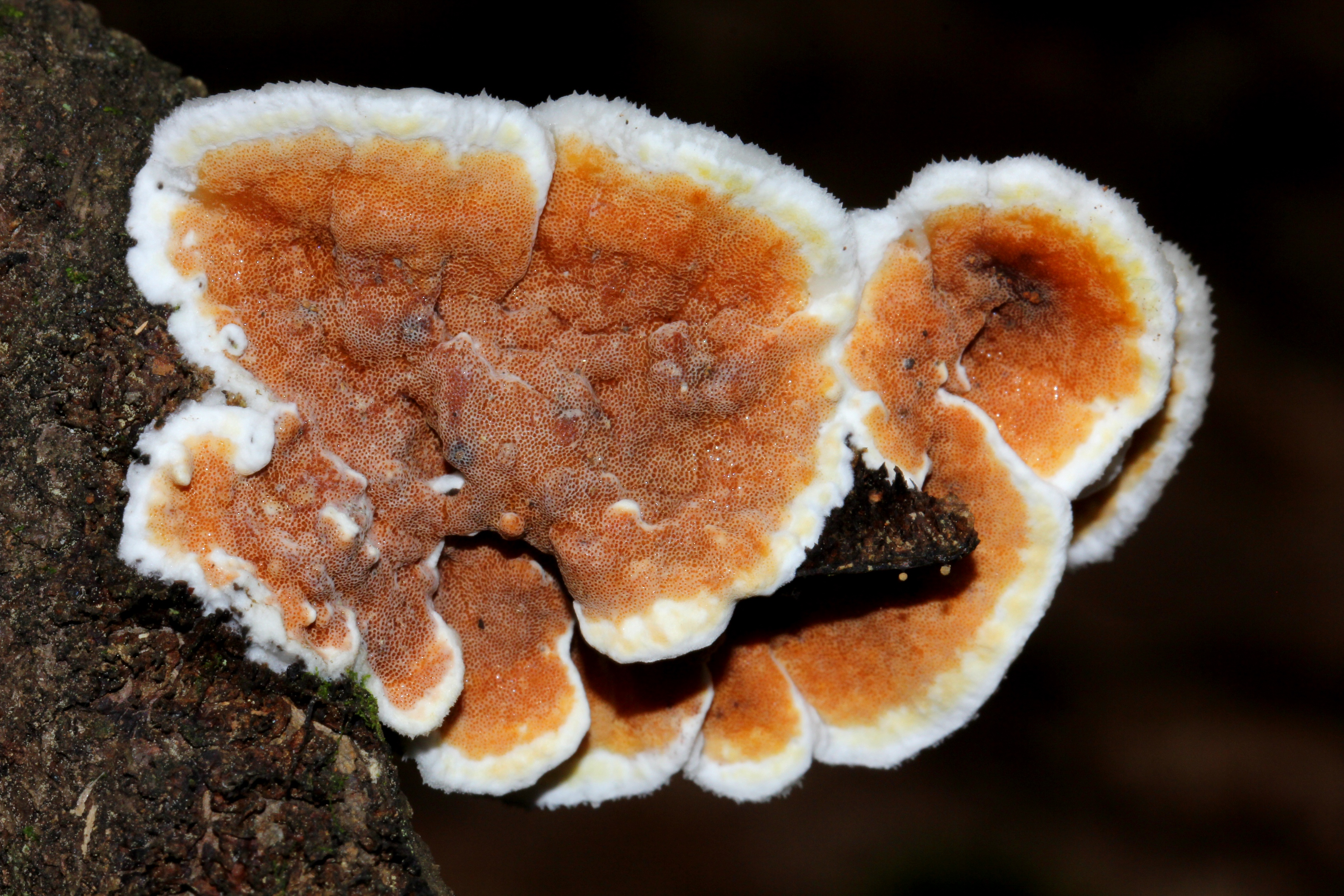